# Библиотека-музей В. П. Астафьева
Библиотека-музей В. П. Астафьева находится в селе Овсянка (Красноярский край) — на малой родине писателя. Это мемориальный, культурно-просветительский и научный центр, в котором хранятся личные архивы Виктора Петровича Астафьева и связанных с ним людей. Архивы и рукописи были переданы В. П. Астафьевым библиотеке-музею согласно его завещанию.
Архивные фонды библиотеки-музея содержат 4800 единиц хранения. Книжные фонды включают более 32 тыс. экземпляров.
В разные годы учреждение возглавляли А. Е. Козынцева (с 1975 по 2011), Н. Я. Артамонова (с 2011 по 2017). В настоящее время директор Библиотеки-музея В. П. Астафьева — Вера Николаевна Виноградова.
Посещаемость библиотеки-музея — более 24 тысяч человек в год.

## История
Библиотека открылась в селе Овсянка 1 сентября 1975 года. Первоначально библиотеке была выделена комната в управлении местного деревообрабатывающего завода. В 1978 году библиотека переехала в отдельный деревянный дом — бывшее здание поселкового совета.
В 1994 году по инициативе В. П. Астафьева для библиотеки было построено новое здание, проект которого разрабатывался в мастерской, которой руководил известный в России архитектор, профессор Арэг Саркисович Демирханов. Поддержку в строительстве библиотеки оказали В. И. Сергиенко (в те годы — председатель Красноярского крайисполкома, а затем председатель краевого правительства), руководители крупных промышленных компаний региона — А. М. Курскиев, председатель артели старателей «Центральная»; Н. Ф. Коваленко, генеральный директор строительной компании «Реставрация»; В. И. Боровик, генеральный директор АО «Красноярскжилстрой». Одну из своих литературных премий направил на строительство библиотеки и Виктор Петрович Астафьев.
Новое здание библиотеки в Овсянке открылось 4 мая 1994 года.
В 1995 году в библиотеке был создан отдел книг В. П. Астафьева — с 2001 года на его базе начал действовать Центр изучения и распространения творчества Астафьева. В 1999 году учреждение было переименовано в Библиотеку-музей поселка Овсянка, а в 2002-м — в Библиотеку-музей В. П. Астафьева.

## Виктор Астафьев и библиотека
Роль Виктора Астафьева в судьбе овсянской библиотеки не исчерпывается строительством уникального для сельского учреждения культуры здания. После возвращения Астафьева в 1980 году в Красноярский край между писателем и коллективом библиотеки началось тесное сотрудничество, переросшее в крепкую дружбу, продолжавшуюся более 20 лет, до самой кончины Виктора Петровича в 2001 году.
Виктор Астафьев часто бывал в библиотеке, проводил здесь встречи с читателями и журналистами, знакомился с периодикой и книжными новинками в читальном зале, работал в кабинете на втором этаже нового здания библиотеки. Сейчас этот кабинет имеет статус мемориального: в нём все сохранилось в том виде, как было при Викторе Петровиче. Здесь же хранятся изданные в разные годы произведения писателя.
Виктор Астафьев с первых дней после возвращения на родину заботился о пополнении книжного фонда библиотеки: передавал свои книги, обращался к коллегам-литераторам с просьбой присылать в Овсянку экземпляры вышедших у них произведений.

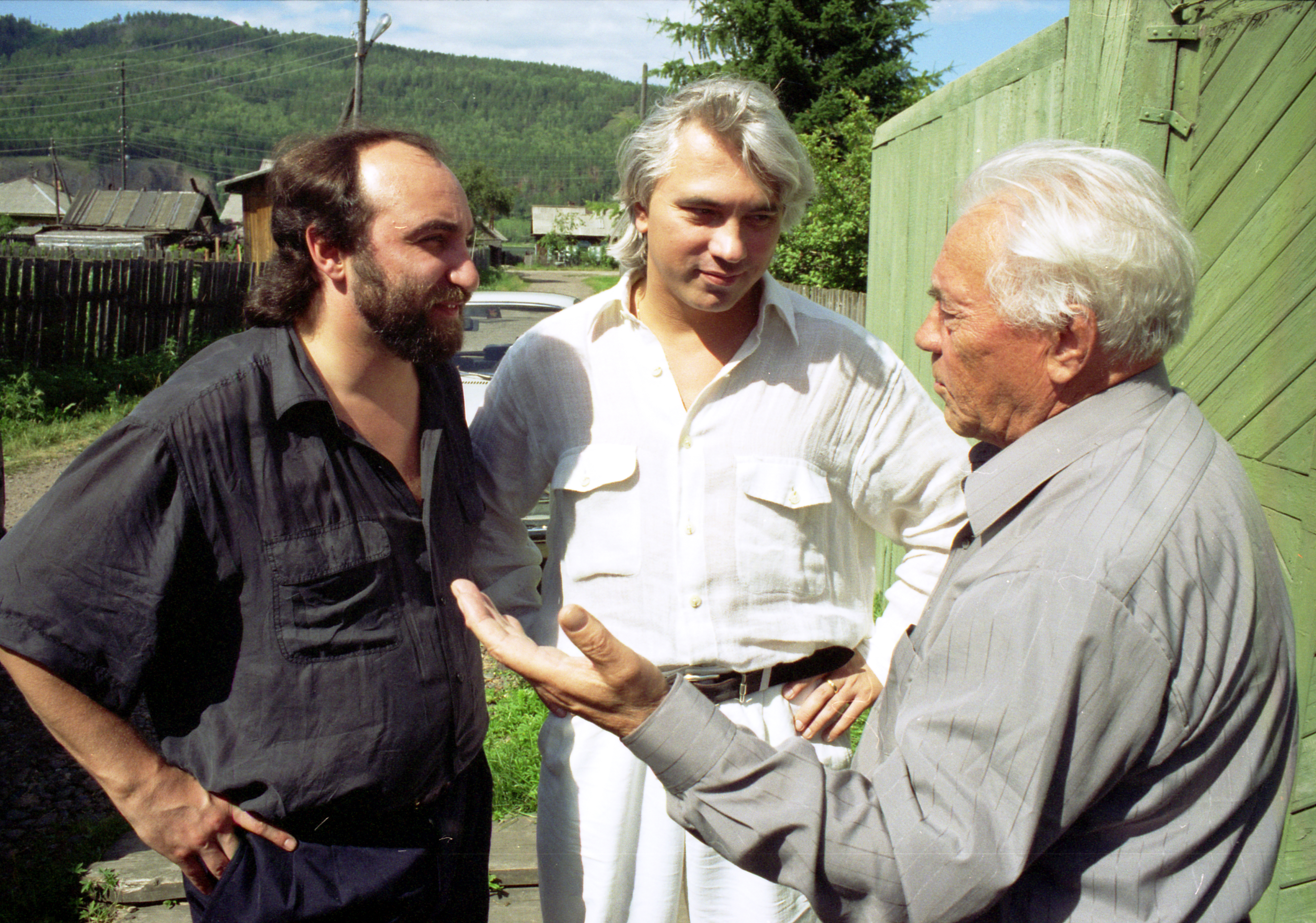
Дмитрий Хворостовский и Михаил Аркадьев в гостях у Виктора Астафьева в Овсянке

Особая страница в истории библиотеки — гости Астафьева, которых Виктор Петрович обязательно приглашал в новое здание библиотеки-музея. В их числе — первый президент России Борис Ельцин, писатели Валентин Распутин, Александр Солженицын, Василь Быков, Станислав Куняев, Александр Щербаков, Эдуард Лимонов, Александр Астраханцев, Григорий Бакланов, литературный критик Валентин Курбатов, литературовед и историк Мариэтта Чудакова; выдающиеся музыканты — Дмитрий Хворостовский, Иван Шпиллер, Евгений Колобов, Михаил Аркадьев; театральные и кинодеятели Олег Басилашвили, Валерий Золотухин, Никита Михалков, Михаил Литвяков, Георгий Жженов, Алексей Петренко, Кирилл Лавров, солисты Большого театра Екатерина Максимова и Владимир Васильев; художники Валерий Кудринский, Михаил Сажаев и многие, многие другие известные представители науки, культуры, спорта; журналисты, политики, общественные деятели. В библиотеке-музее хранятся альбомы с их автографами, впечатлениями от посещения библиотеки и пожеланиями её коллективу
Такие визиты имели, в том числе, и практические итоги. Так, после посещения Овсянки Б. Н. Ельциным были выделены средства на проведение на базе библиотеки конференции «Литературные встречи в русской провинции» (проходила в 1996, 1998, 2000 годах). Участники конференции 1998 года — писатели, ученые, общественные деятели — заложили на прилегающей к библиотеке территории Литературный сквер. «Именные» деревья, в том числе и посаженные В. П. Астафьевым, сохранились до сих пор. Высадка деревьев гостями библиотеки стала традицией.

## Фонды библиотеки
В 2001 году, незадолго до смерти, В. П. Астафьев завещал библиотеке-музею существенную часть своего личного архива (документы, письма, фотографии, аудио- и видеозаписи, рабочие экземпляры книг, черновики, наброски, отдельные издания) и рукописи произведений.

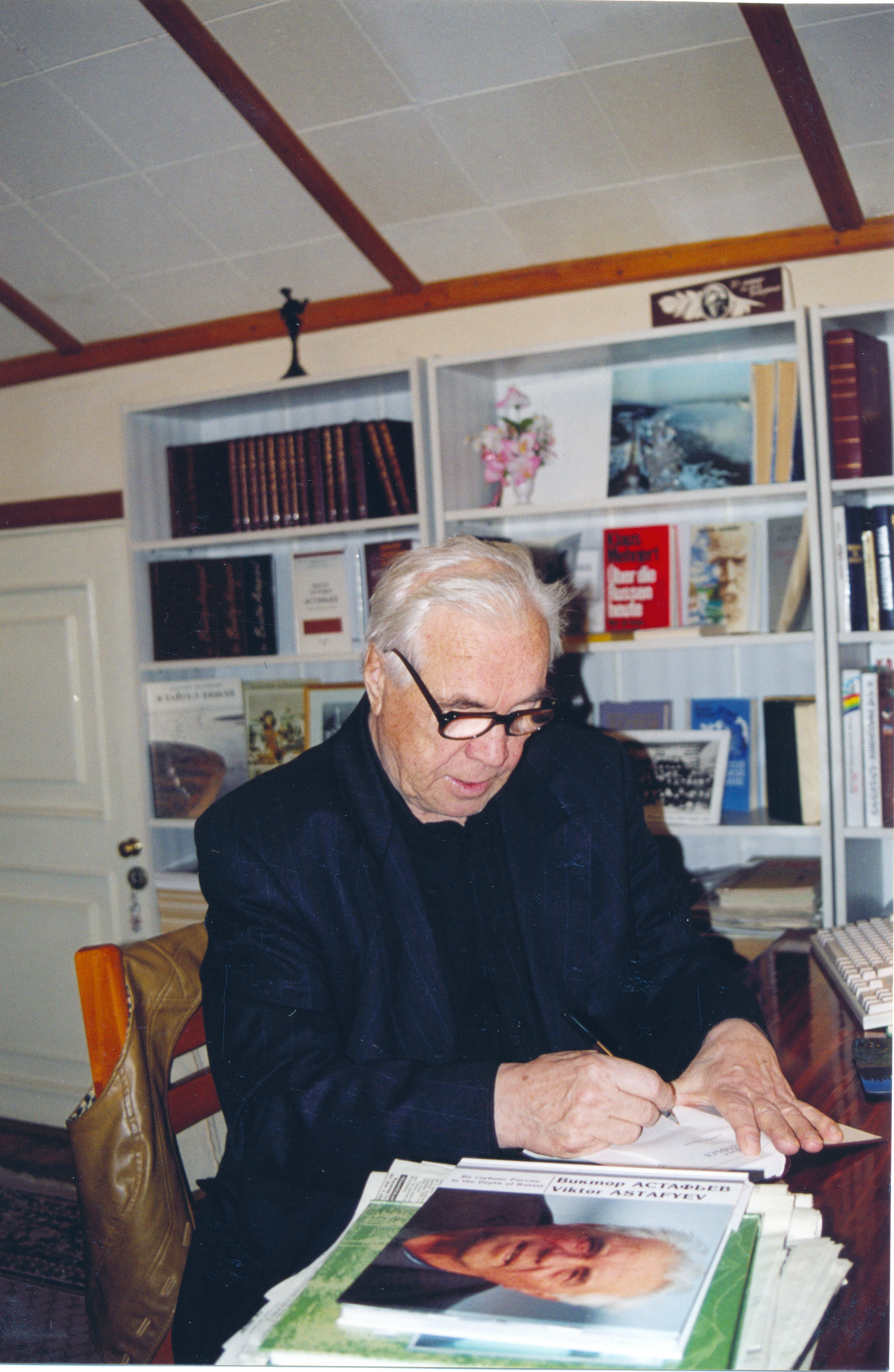
Виктор Астафьев работает в Библиотеке-музее. 2000 год

Уникальные письменные, печатные, аудио- и видеоматериалы Астафьев передавал в библиотеку и в предыдущие годы.
Так формировался Личный фонд В. П. Астафьева (архивный фонд № 2), включающий 1231 единицу хранения — документы 1931—2001 годов.
После смерти В. П. Астафьева фонд № 2 был законсервирован, а вновь поступающие документы, связанные с жизнью и деятельностью писателя, стали регистрироваться в фонде № 16 («Центр изучения и распространения творчества В. П. Астафьева»).
Этот фонд включает и коллекцию книжных памятников (676 экземпляров). Книги с автографами В. П. Астафьева и книги с автографами их авторов, подаренные Астафьеву, перешли к библиотеке-музею согласно завещанию В. П. Астафьева.
Ещё одну часть коллекции составляют книги с автографами их авторов, подаренных библиотеке. Фонд книжных памятников, в частности, содержит книги с автографами А. И. Солженицына, В. Г. Распутина, В. В. Быкова, С. П. Залыгина, Г. Я. Бакланова, М. А. Тарковского и других авторов.
Всего в Библиотеке-музее В. П. Астафьева на данный момент зарегистрирован 31 архивный фонд, содержащий более 4800 единиц хранения. Это документы, связанные с близкими людьми В. П. Астафьева, его коллегами, издателями; историей села Овсянка и его выдающими уроженцами, деятельностью библиотеки-музея.
Книжный фонд Библиотеки-музея В. П. Астафьева включает более 31 тыс. экземпляров и постоянно пополняется. С 2007 года в библиотеке ведется электронный каталог.

## Библиотека-музей сегодня
Библиотека обслуживает жителей села Овсянка, поселков Слизнево, Усть-Мана, а также городов Дивногорска и Красноярска.

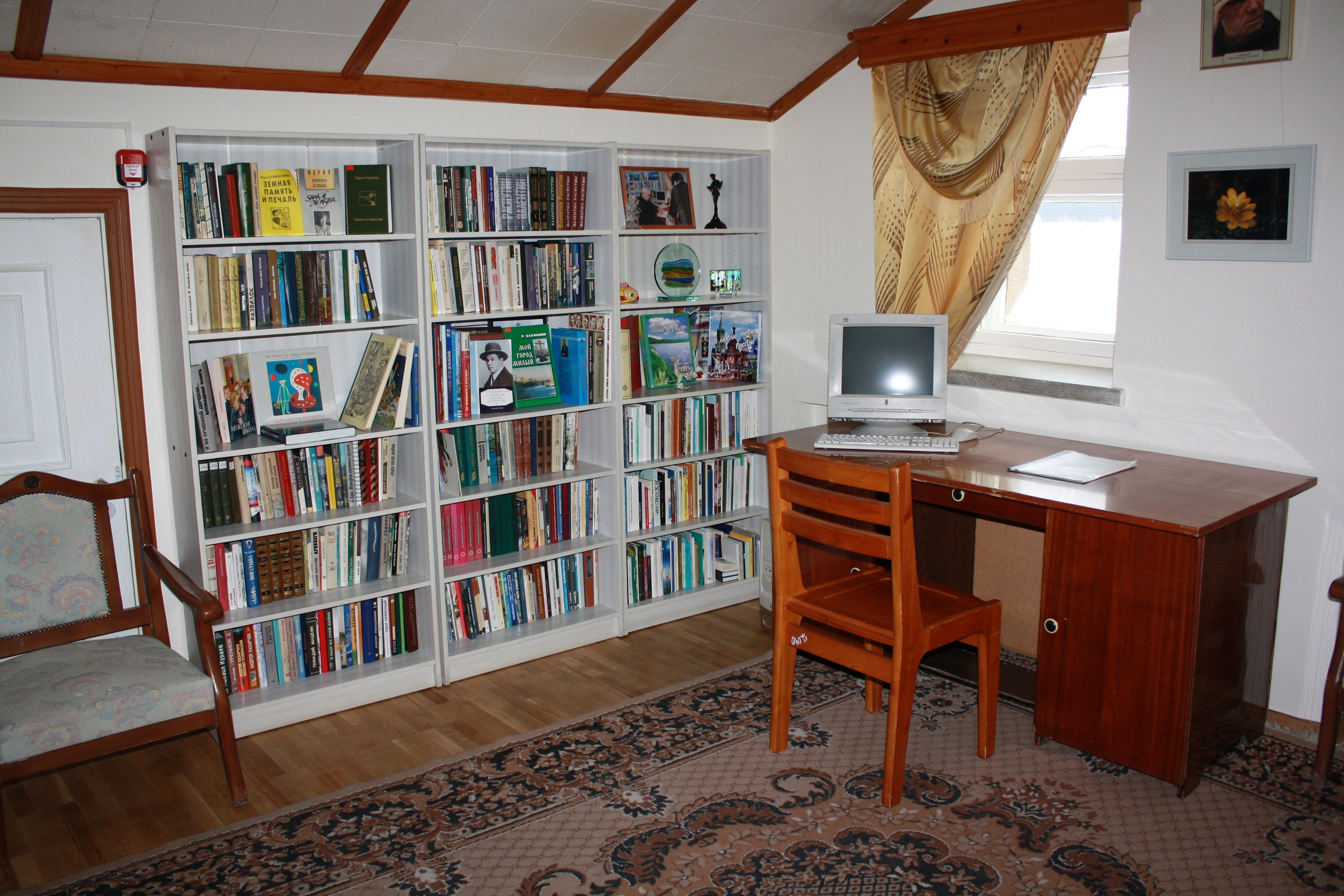
Мемориальный кабинет В. П. Астафьева в Библиотеке-музее

Библиотека-музей ведет активную научно-исследовательскую, проектную, просветительскую, фестивальную деятельность. При непосредственном участии специалистов библиотеки-музея подготовлены выпуски сборников с материалами к биографии В. П. Астафьева «И открой в себе память». В числе других изданий, подготовленных библиотекой-музеем — сборник «Астафьевский музей: из опыта работы музеев, школ и профессиональных училищ» (2009), «Литературные встречи в русской провинции: сборник материалов» (1996); «У астафьевских родников: фольклор Овсянки и Усть-Маны» (2003).
По инициативе библиотеки-музея создано общественное объединение «Астафьевское содружество», в которое входят школы, колледжи, вузы Красноярского и Пермского краёв и Кемеровской области. Для обмена опытом изучения жизни и творчества В. П. Астафьева в школах регулярно проводятся открытые творческие лаборатории. Специалисты Библиотеки-музея В. П. Астафьева оказывают научно-методическую помощь преподавателям, работникам культуры, студентам: проводят консультации, экскурсии, открытые уроки, посвящённые жизни и творчеству писателя. Издана серия рекомендательных списков для школьников «Астафьев — детям», тематические сборники методико-библиографических материалов.

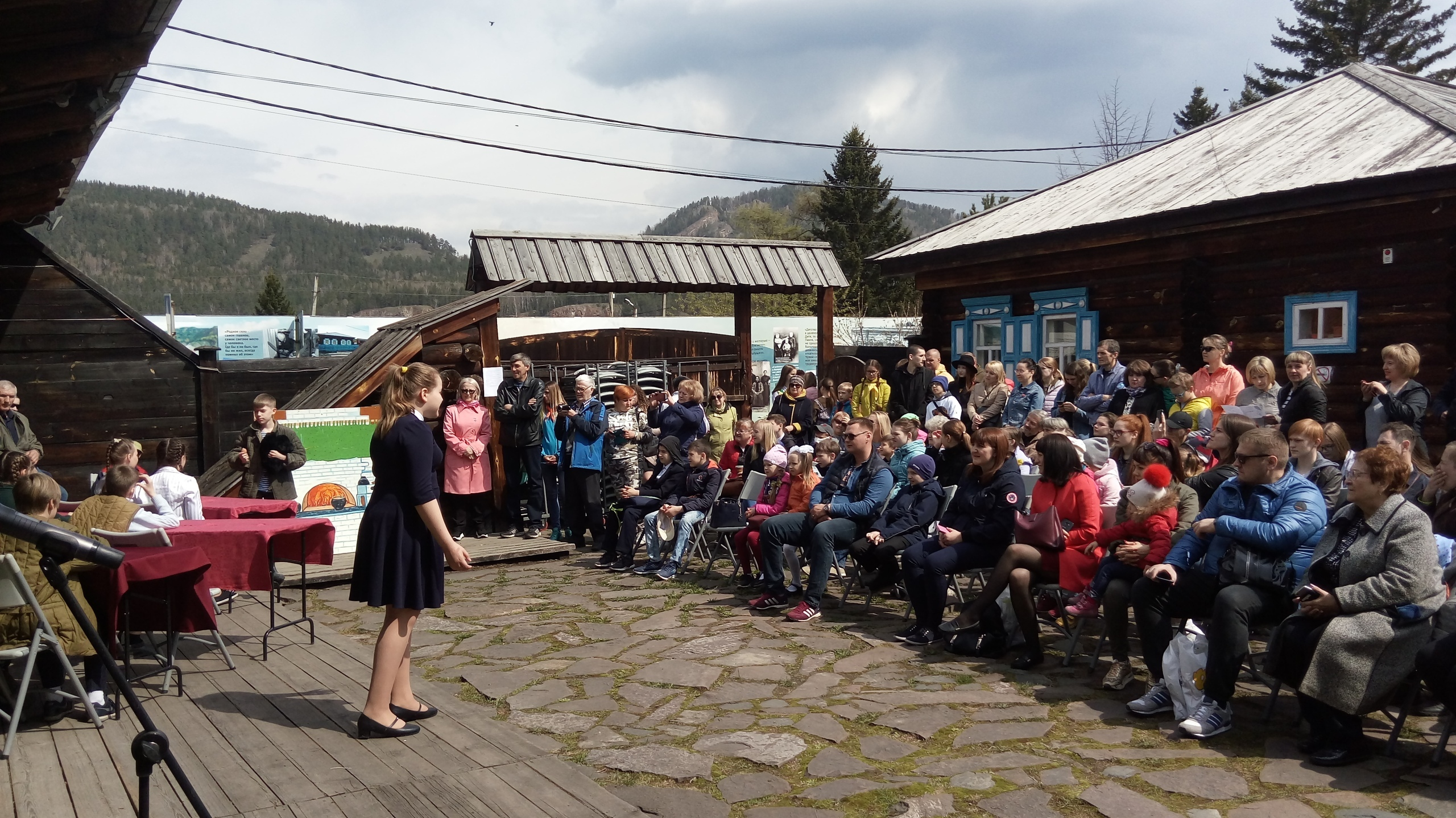
На фестивале «Астафьевская весна»

«Визитной карточкой» Библиотеки-музея В. П. Астафьева является межрегиональный детско-юношеский фестиваль «Астафьевская весна», впервые состоявшийся в 2006 году. Ежегодно его участниками становятся сотни школьников, студентов, их преподавателей; деятели литературы и искусства со всей России. В 2019 году, в год 95-летия Виктора Астафьева, библиотека стала организатором всероссийского конкурса «Голос эпохи» на лучшее мероприятие библиотек, посвященное юбилею писателя. 

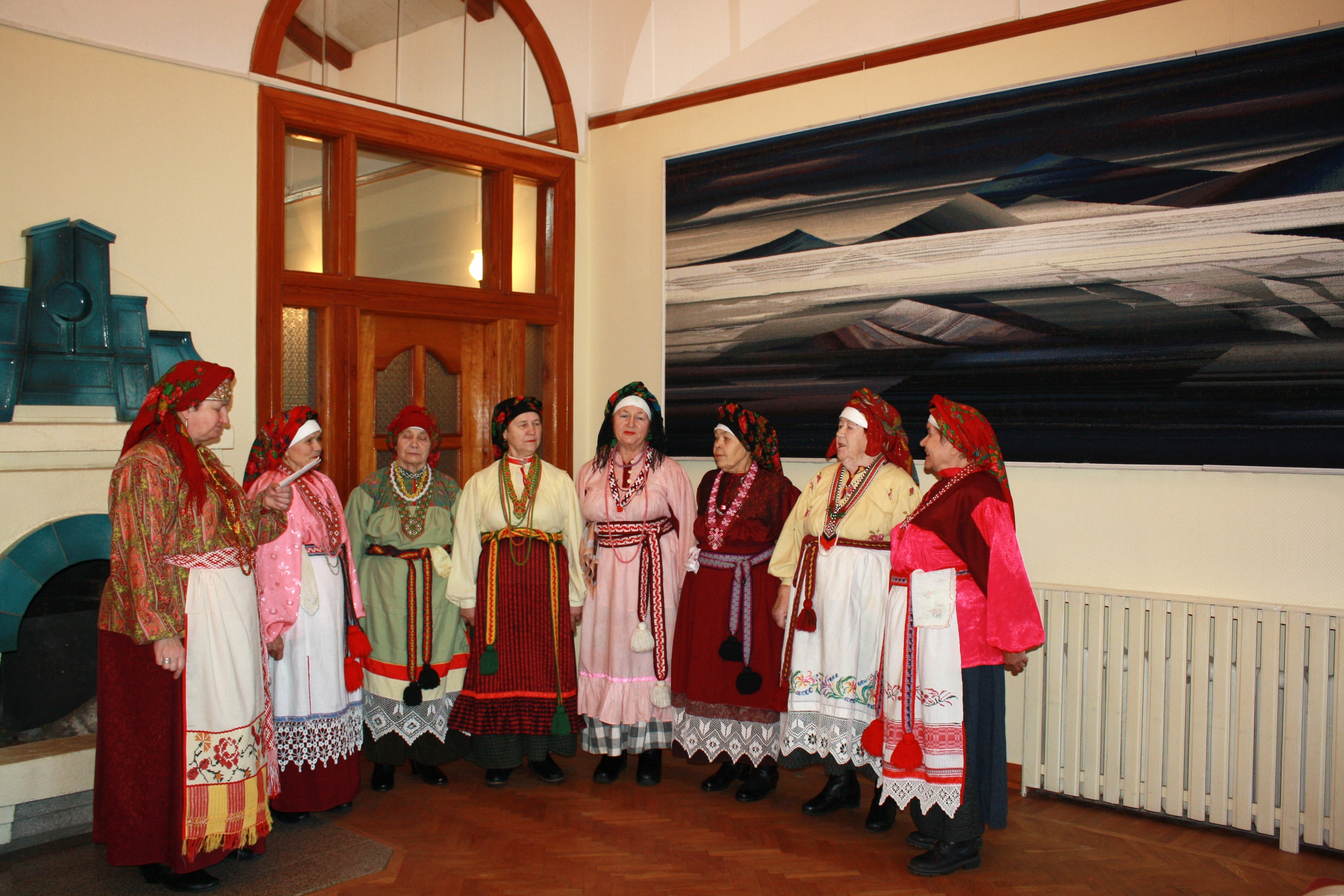
Фольклорно-этнографический ансамбль «Енисеюшка» в Библиотеке-музее В. П. Астафьева

В 1999 году при Библиотеке-музее в Овсянке был образован фольклорно-этнографический ансамбль «Енисеюшка», в состав которого вошли старожилы села. Одним из инициаторов его создания выступил сам В. П. Астафьев. Сегодня «Енисеюшка» — единственный в России фольклорный коллектив, действующий при библиотеке. В репертуаре ансамбля — уникальные старинные сибирские песни, собранные его участницами, в том числе записанные со слов Виктора Петровича Астафьева. Коллектив не раз становился лауреатом различных фольклорных фестивалей, в том числе дважды — лауреатом Международного фестиваля этнической музыки и ремёсел «Мир Сибири».
Библиотека-музей проводит и активную выставочную деятельность, посвященную творчеству не только В. П. Астафьева, но и других писателей.

## Примечательные факты
Символом библиотеки, согласно пожеланию Виктора Астафьева, является стародуб — любимый цветок писателя.